# Phylo felix
Phylo felix är en ringmaskart som beskrevs av Johan Gustaf Hjalmar Kinberg 1866. Phylo felix ingår i släktet Phylo och familjen Orbiniidae.

## Underarter
Arten delas in i följande underarter:
- P. f. asiaticus
- P. f. heterosetosa